# Arsenal Clube da Devesa
O Arsenal Clube da Devesa é um clube de andebol português, sediado na cidade de Braga. Fundado a 8 de dezembro de 1950, é um dos clubes de andebol mais antigos de Portugal que continua em atividade. Joga no Pavilhão Flávio Sá Leite que tem capacidade para 2 500 espectadores.
O clube passou a maior parte da sua existência nos escalões mais baixos do andebol português até que, em 2014, ganhou o Andebol 3, o terceiro escalão mais alto do campeonato. Em 2016, acabou a segunda divisão do campeonato português em segundo lugar, atingindo os lugares de subida ao Campeonato Nacional Andebol 1.
O Arsenal Clube da Devesa ainda tem uma secção de futebol que milita nos campeonatos distritais de Braga.

## Palmarés andebol
- Campeonato Nacional (III Divisão)
  - 2013–14